# Meyreuil
Meyreuil é uma comuna francesa na região administrativa da Provença-Alpes-Costa Azul, no departamento de Bouches-du-Rhône. Estende-se por uma área de 20,13 km². 